# Re (Italia)
Re ([rɛ]; Re in lombardo e in dialetto ossolano) è un comune italiano di 714 abitanti della provincia del Verbano-Cusio-Ossola in Piemonte.
Il paese è noto per la presenza di un importante santuario dedicato alla Madonna del sangue eretto a seguito del miracolo ivi avvenuto nel 1494. Da allora l'effigie della Vergine è nota come Madonna di Re.
Detiene, insieme a Ne (GE) e Vo' (PD), il record del nome di comune italiano più corto.

## Geografia fisica

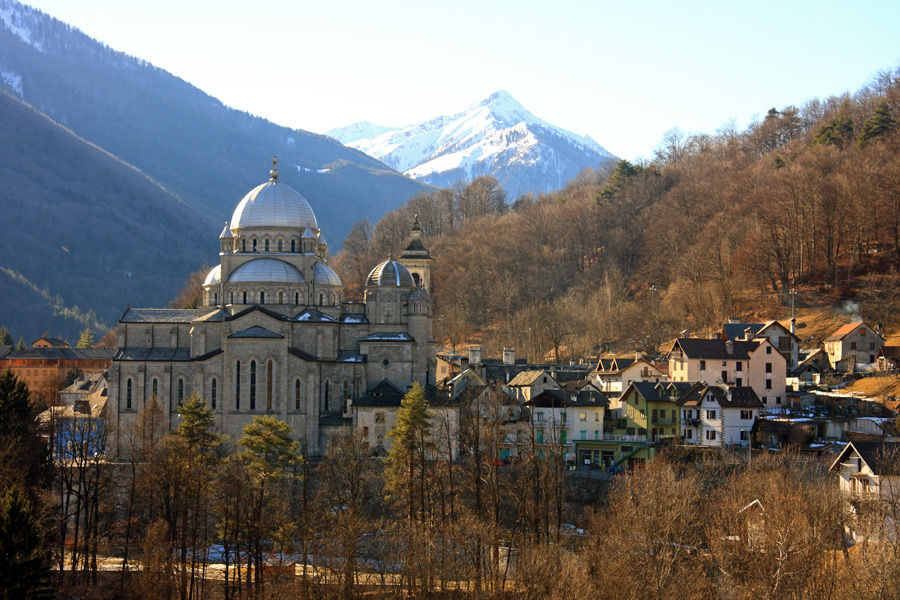
Veduta dell'abitato

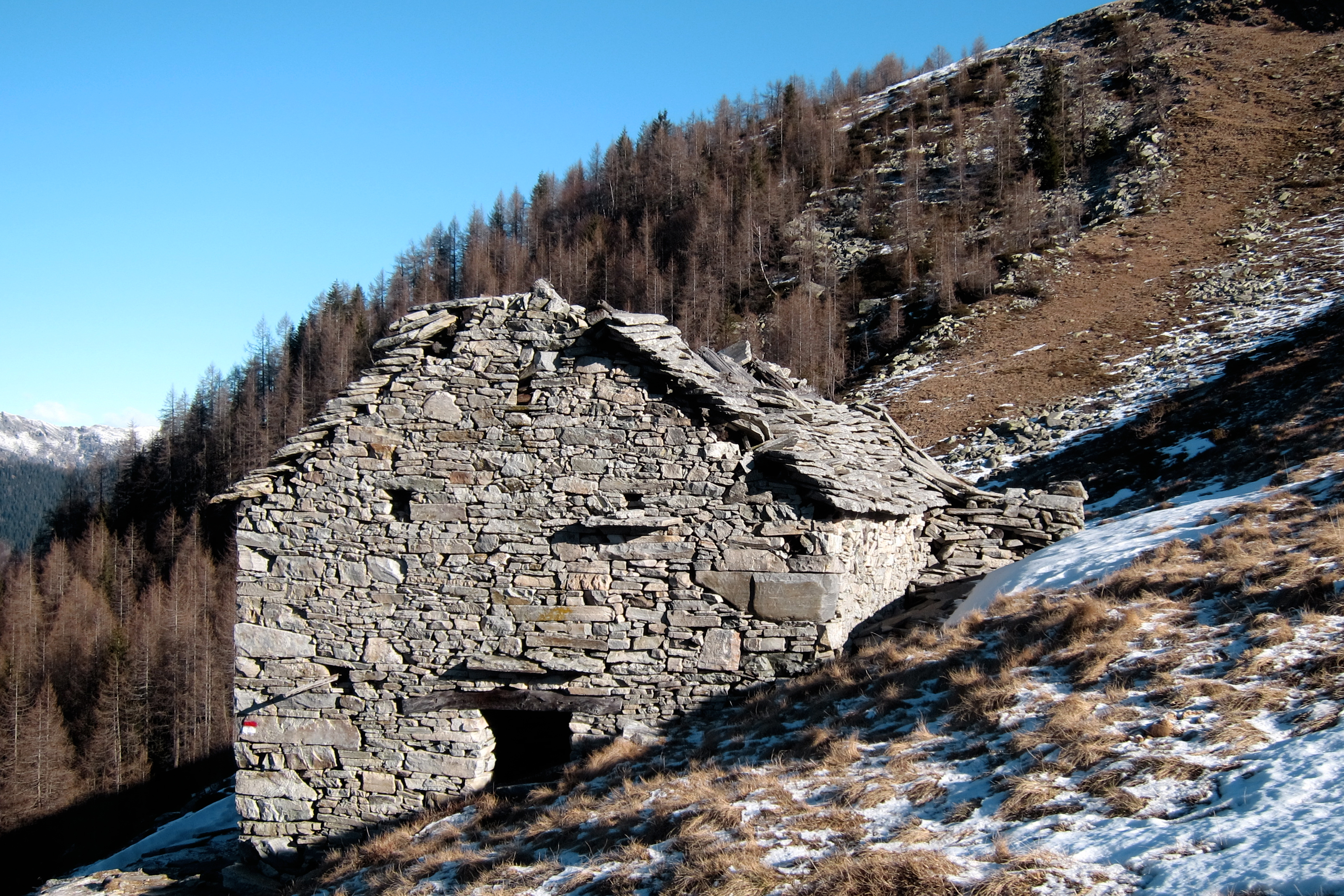
Una malga abbandonata nell'alpeggio Alpe Cortaccio situato tra i monti sopra Dissimo a quota 1.670 metri

Re si trova a circa 700 metri s.l.m., ultimo comune della Val Vigezzo prima del confine svizzero distante circa 7 km. Oltre all'abitato principale, raccolto intorno al santuario, sulla sponda sinistra del torrente Melezzo, il comune conta altre frazioni poste ad altitudini diverse.
Appena sopra il capoluogo si trova la frazione di Folsogno affacciata sulla valle. Muovendosi da ovest a est sulla SS337,  superato l'abitato di Re la valle comincia a stringersi diventando quasi una gola. Dopo circa un chilometro si incontra la frazione Meis, che conta pochissimi abitanti nel periodo invernale; dalla frazione parte una diramazione della strada statale che porta alle frazioni di Dissimo e Olgia, ultimi centri abitati della valle. Sul versante sud, di fronte a queste frazioni, si staglia l'imponente figura rocciosa del monte Gridone la cui vetta raggiunge i 2.188 metri. La frazione Ponte Ribellasca è sede della frontiera italiana.
Le montagne circostanti sono ricoperte da boschi di faggi, pini e larici che nella stagione propizia sono meta di cercatori di funghi. Tra i boschi ci sono numerosi pascoli per l'allevamento e prati per taglio del fieno che veniva trasportato a spalla con le tipiche gerle. Sui versanti delle montagne non è raro imbattersi anche nei ruminanti che popolano la valle come ad esempio cervi e camosci.

## Storia

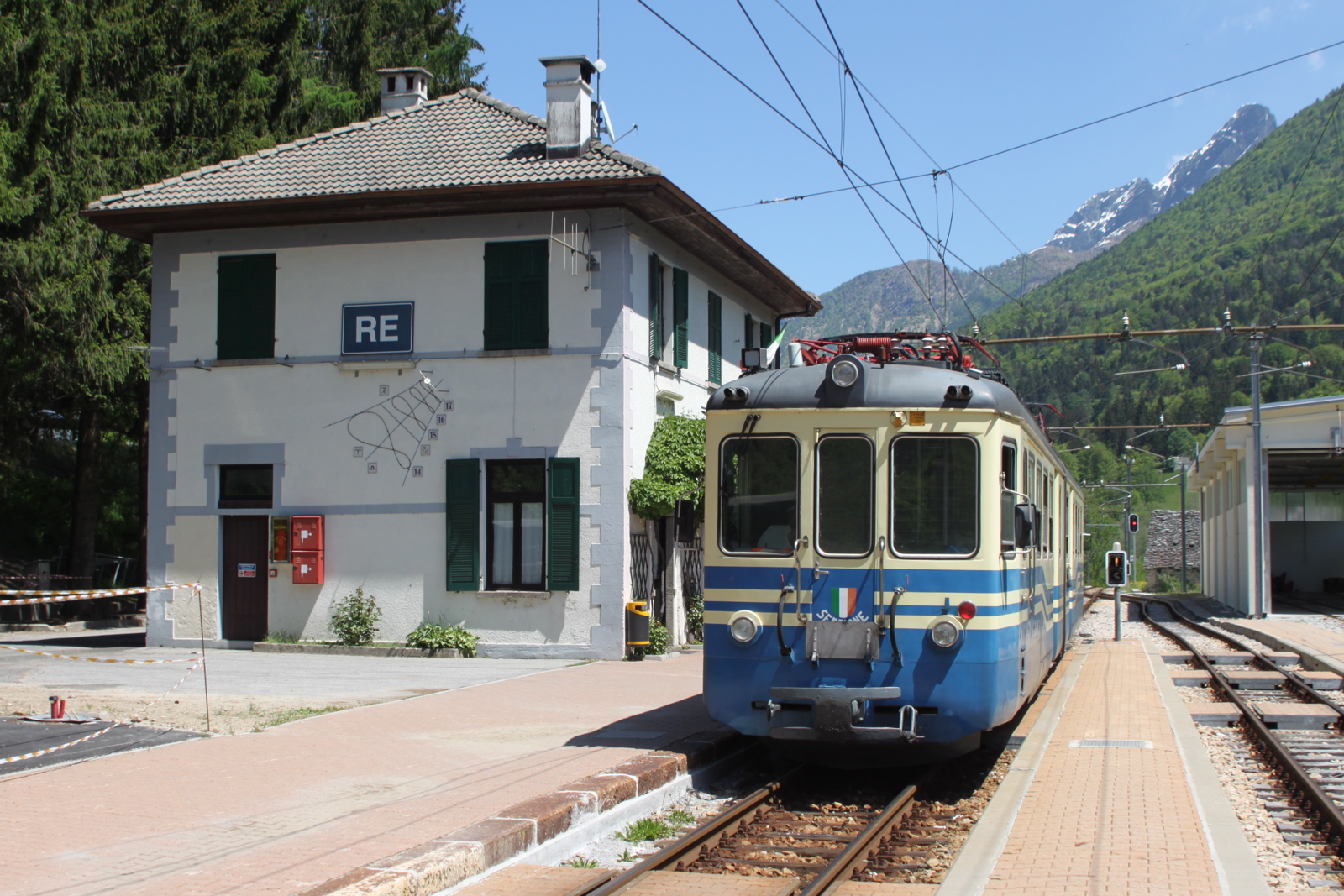
La stazione di Re della ferrovia Locarno-Domodossola

Il comune attuale nasce dall'aggregazione al comune di Re dei soppressi comuni di Folsogno, Dissimo, Olgia e Villette nel 1928; successivamente, nel 1957, Villette riottenne l'autonomia.
Nell'estate del 1978 la valle solcata dal torrente Melezzo è stata teatro di una tragica alluvione che ha distrutto tre bellissimi ponti romani, fino ad allora conservati e utilizzati dalla popolazione locale.
La celebre linea ferroviaria panoramica Vigezzina-Centovallina, che da Domodossola giunge fino a Locarno, è stata gravemente danneggiata e in alcuni tratti si è dovuto procedere a una completa ricostruzione , tanto che per parecchio tempo la tratta è stata coperta con pullman sostitutivi.
Anche la SS337, che attraversa la valle portando ogni giorno decine di frontalieri sul posto di lavoro nel Locarnese, ha subito importanti opere di ripristino, tra cui la costruzione di due nuovi ponti.

### Simboli
Lo stemma e il gonfalone sono stati concessi con DPR del 22 settembre 1992.
Nella parte superiore dello scudo è rappresentata la facciata dell'antica chiesa di San Maurizio; in quella inferiore il palato è il simbolo storico della Val Vigezzo.
Il gonfalone attuale è un drappo di giallo.

## Monumenti e luoghi d'interesse
- Santuario della Madonna del Sangue
Sorge accanto alla chiesa di San Maurizio in cui, secondo la tradizione, nel 1494 avvenne un miracolo: un piccolo affresco della Madonna del Latte, colpito da una pietra, incominciò a sanguinare: due documenti del tempo, firmati dai podestà della valle e da diversi notai, certificano con precisione l'accaduto. A Milano, gli spazzacamini proveniente da Re e da altri comuni della Val Vigezzo, erano soliti radunarsi in una chiesa sita in via Magolfa, dedicata al medesimo miracolo[7][8]
- Chiesa di San Maurizio: l'antica chiesa parrocchiale si trova oggi inserita nel Santuario della Madonna del Sangue[9]
- Museo diocesano
Accanto al santuario della Madonna del Sangue, alla fine dell'Ottocento, fu costruita la "Casa del pellegrino" e vi si trova anche il museo
- Oratorio di Santo Stefano nella frazione di Folsogno[10]
- Oratorio di S. Antonio da Padova sorge all’interno del cimitero di Dissimo[11]
- Chiesa di Santa Caterina d'Alessandria (Dissimo).[12]
- Chiesa della Visitazione (Olgia)[13]

## Società

### Evoluzione demografica
Abitanti censiti

## Infrastrutture e trasporti
Nel comune di Re esistono tre stazioni ferroviarie sulla linea Domodossola - Locarno:
- la stazione di Re, ubicata vicino al paese
- la stazione di Folsogno-Dissimo, ubicata in località Meis
- la stazione di Isella-Olgia, ubicata in località Isella
- la stazione di Ribellasca, situata presso la frontiera italo-svizzera

## Amministrazione
Di seguito è presentata una tabella relativa alle amministrazioni che si sono succedute in questo comune
| Periodo        | Periodo        | Primo cittadino    | Partito                     | Carica  | Note   |
| -------------- | -------------- | ------------------ | --------------------------- | ------- | ------ |
| 19 giugno 1985 | 18 maggio 1990 | Giovanni Barlacchi | Partito Socialista Italiano | Sindaco | [ 16 ] |
| 18 maggio 1990 | 24 giugno 1995 | Vittorio Minoletti | MSI-DN                      | Sindaco | [ 16 ] |
| 24 aprile 1995 | 14 giugno 1999 | Vittorio Minoletti | Alleanza Nazionale          | Sindaco | [ 16 ] |
| 14 giugno 1999 | 14 giugno 2004 | Vittorio Minoletti | lista civica                | Sindaco | [ 16 ] |
| 14 giugno 2004 | 8 giugno 2009  | Ivo Locatelli      | lista civica                | Sindaco | [ 16 ] |
| 8 giugno 2009  | 26 maggio 2014 | Ivo Locatelli      | lista civica                | Sindaco | [ 16 ] |
| 26 maggio 2014 | 27 maggio 2019 | Oreste Pastore     | Partito Democratico         | Sindaco | [ 16 ] |
| 27 maggio 2019 | 10 giugno 2024 | Massimo Patritti   | lista civica                | Sindaco | [ 16 ] |
| 10 giugno 2024 | in carica      | Massimo Patritti   | lista civica                | Sindaco | [ 16 ] |

Fa parte dell'unione montana di comuni della Valle Vigezzo.

### Gemellaggi
- Togliatti, dal 2019[17]
- Soriso, dal 1994